# How to Be Single
How to Be Single (Mejor... Solteras en España, y Cómo ser soltera en Hispanoamérica) es una película estadounidense de comedia romántica del año 2016 dirigida por Christian Ditter y producida entre otros por Drew Barrymore. Basada en la novela homónima de Liz Tuccillo publicada en 2008, la película está protagonizada por Dakota Johnson, Rebel Wilson, Leslie Mann y Alison Brie.

## Argumento
Alice (Dakota Johnson) es una joven que acaba de quedar soltera y que, gracias a la ayuda de su amiga Robin (Rebel Wilson), aprenderá a sacarle partido a su nueva situación sentimental. Nueva York está llena de personas en busca del amor de su vida, o de ligues de una noche. Por eso "la ciudad que nunca duerme" ofrece muchas posibilidades a todos estos corazones solitarios. Pero lo que tienen en común el grupo formado por Alice, Robin, Lucy, Meg, Tom y David es que todos deben aprender a ser solteros en un mundo en el que la definición de amor está en constante cambio.

## Reparto
- Dakota Johnson como Alice Kepley.[5]
- Rebel Wilson como Robin.[6]
- Leslie Mann como Meg Kepley.[6]
- Alison Brie como Lucy.[7]
- Damon Wayans, Jr. como David Stone.[8]
- Anders Holm como Tom.
- Nicholas Braun como Josh.[9]
- Jason Mantzoukas como George.[9]
- Colin Jost como Paul.
- Jake Lacy como Ken.
- Sarah Ramos como Michelle.
- Vanessa Rubio como la esposa de David.

## Estreno
How to Be Single fue estrenada el 12 de febrero de 2016.

## Producción
En 2008 se publicó la primera novela de Liz Tuccillo, How to Be Single, cuyos derechos cinematográficos fueron adquiridos ese mismo año por New Line Cinema, con Drew Barrymore y Nancy Juvonen quedando establecidas como productoras a través de Flower Films. Abby Kohn y Marc Silverstein fueron contratados para adaptar la novela.[8] El 15 de marzo de 2011, se anunció que Barrymore también dirigiría la película.[9] El 17 de diciembre de 2013, New Line designó a Christian Ditter como director: Barrymore y Juvonen siguieron a cargo de la producción, mientras que Dana Fox se encargó de escribir el guion definitivo de la película, que liberaría Warner Bros.[8]
Lily Collins inició conversaciones el 24 de febrero de 2014 para unirse al elenco de la película, del que finalmente no formaría parte.[10] Alison Brie estaba en conversaciones para unirse a la película el 19 de junio de 2014.[5] Dakota Johnson, Rebel Wilson y Leslie Mann se incorporaron al proyecto el 29 de enero de 2015[4], y Damon Wayans, Jr. fue añadido a éste el 6 de marzo de 2015.[7] Jason Mantzoukas y Nicholas Braun también fueron incorporados al proyecto el 14 de abril de 2015: Braun interpretaría al interés amoroso del personaje de Johnson, en tanto que Mantzoukas interpretaría al de Brie. Anders Holm se adjudicó el papel de Tom, y Colin Jost de Saturday Night Live también fue añadido en un papel secundario.[6]

## Filmación
El rodaje de la película comenzó el 20 de abril de 2015 en la ciudad de Nueva York, [11] [12] y terminó el 15 de agosto de 2015.

## Recepción

### Taquilla
Al 20 de marzo de 2016, How to Be Single había recaudado $ 46 millones en América del Norte y 49,1 $ millones en otros territorios por todo el mundo, para un total de US$ 95 millones, frente a un presupuesto de US$ 38 millones.
La película fue lanzada el 12 de febrero de 2016, junto a Deadpool y Zoolander 2. Durante su primer fin de semana (contando el Día del Presidente) que se proyectó la película, recaudó de 20 a 25 millones de dólares en 3343 salas de cine. La película hizo $700.000 en su primer jueves de ventas y $ 5.3 millones en su primer día. Llegó a recaudar un total de $17,9 millones en su primer fin de semana, terminando tercera en la taquilla detrás de Deadpool ($ 132,8 millones) y Kung Fu Panda 3 ($ 19.8 millones). En su segundo fin de semana recaudó $ 8.2 millones (una caída de 54%), terminando quinta en taquilla.

### Respuesta de la crítica
How to Be Single ha recibido opiniones mixtas de los críticos. En Rotten Tomatoes, la película tiene una calificación de 50%, basado en 122 comentarios, con una calificación media de 5.2 / 10. En su consenso crítico se lee: «How to Be Single cuenta con el esbozo de una feminista, pero también se entrega de buen grado a las convenciones del género que quiere subvertir.» En Metacritic, la película tiene una puntuación de 51 sobre de 100, basado en 32 críticas, lo que indica "críticas mixtas o de la media". El público consultado por CinemaScore le dio una calificación promedio de "B" en una escala de A + F.
Richard Roeper le dio 3.5 de 4 estrellas, elogiando el reparto secundario y el guion.